# Artisgracht (schip, 1990)
De Artisgracht is een vrachtschip van bevrachtingskantoor Spliethoff. De thuishaven van dit schip is Amsterdam. Het schip heeft drie dekkranen met een capaciteit van 40 ton per kraan.